# 둔화시
둔화시(중국조선어: 돈화시, 중국어 간체자: 敦化市, 병음: dūnhuà shì)는 중화인민공화국 지린성 옌볜 조선족 자치주의 현급시이다. 면적은 11,957km2, 인구는 48만 명으로 이 중 조선족은 4% 정도에 불과하다. 발해 초기 수도였던 동모산(東牟山)이 이 곳에 있었다.

## 지리
연변 조선족 자치주의 북서쪽에 있으며, 무단강 상류에 위치해 있다. 북동쪽은 헤이룽장성, 동쪽은 왕칭 현, 동남쪽은 연길, 남쪽은 안도 현, 남서쪽은 지린 성 바이산, 북서쪽은 지린에 접해 있다.

## 기후
| 둔화시의 기후                                                 | 둔화시의 기후 | 둔화시의 기후 | 둔화시의 기후 | 둔화시의 기후 | 둔화시의 기후 | 둔화시의 기후 | 둔화시의 기후 | 둔화시의 기후 | 둔화시의 기후 | 둔화시의 기후 | 둔화시의 기후 | 둔화시의 기후 | 둔화시의 기후 |
| 월                                                            | 1월           | 2월           | 3월           | 4월           | 5월           | 6월           | 7월           | 8월           | 9월           | 10월          | 11월          | 12월          | 연간          |
| ------------------------------------------------------------- | ------------- | ------------- | ------------- | ------------- | ------------- | ------------- | ------------- | ------------- | ------------- | ------------- | ------------- | ------------- | ------------- |
| 역대 최고 기온 °C (°F)                                        | 5.6 (42.1)    | 12.7 (54.9)   | 18.3 (64.9)   | 29.0 (84.2)   | 32.4 (90.3)   | 34.5 (94.1)   | 36.4 (97.5)   | 33.3 (91.9)   | 29.2 (84.6)   | 28.3 (82.9)   | 20.2 (68.4)   | 8.4 (47.1)    | 36.4 (97.5)   |
| 일평균 최고 기온 °C (°F)                                      | −8.8 (16.2)   | −4.3 (24.3)   | 2.8 (37.0)    | 12.5 (54.5)   | 19.5 (67.1)   | 23.8 (74.8)   | 26.2 (79.2)   | 25.2 (77.4)   | 20.5 (68.9)   | 12.7 (54.9)   | 1.5 (34.7)    | −6.8 (19.8)   | 10.4 (50.7)   |
| 일일 평균 기온 °C (°F)                                        | −15.6 (3.9)   | −11.1 (12.0)  | −3.2 (26.2)   | 6.0 (42.8)    | 12.9 (55.2)   | 17.9 (64.2)   | 20.9 (69.6)   | 19.9 (67.8)   | 13.8 (56.8)   | 5.7 (42.3)    | −4.2 (24.4)   | −12.8 (9.0)   | 4.2 (39.5)    |
| 일평균 최저 기온 °C (°F)                                      | −21.1 (−6.0)  | −17.2 (1.0)   | −8.9 (16.0)   | −0.1 (31.8)   | 6.6 (43.9)    | 12.5 (54.5)   | 16.5 (61.7)   | 15.5 (59.9)   | 8.1 (46.6)    | −0.2 (31.6)   | −9.1 (15.6)   | −17.9 (−0.2)  | −1.3 (29.7)   |
| 역대 최저 기온 °C (°F)                                        | −35.9 (−32.6) | −33.9 (−29.0) | −26.8 (−16.2) | −13.7 (7.3)   | −9.6 (14.7)   | 1.4 (34.5)    | 7.4 (45.3)    | 3.0 (37.4)    | −6.0 (21.2)   | −19.3 (−2.7)  | −31.5 (−24.7) | −34.1 (−29.4) | −35.9 (−32.6) |
| 평균 강수량 mm (인치)                                         | 4.7 (0.19)    | 8.6 (0.34)    | 17.4 (0.69)   | 28.9 (1.14)   | 70.6 (2.78)   | 100.4 (3.95)  | 145.1 (5.71)  | 134.8 (5.31)  | 65.7 (2.59)   | 30.0 (1.18)   | 18.1 (0.71)   | 7.1 (0.28)    | 631.4 (24.87) |
| 평균 강수일수 (≥ 0.1 mm)                                      | 4.8           | 5.0           | 7.6           | 8.6           | 14.1          | 15.0          | 15.3          | 14.4          | 9.6           | 8.5           | 8.4           | 7.2           | 118.5         |
| 평균 강설일수                                                 | 9.1           | 8.5           | 10.5          | 5.5           | 0.4           | 0             | 0             | 0             | 0.1           | 3.1           | 10.2          | 10.4          | 57.8          |
| 평균 상대 습도 (%)                                            | 65            | 60            | 57            | 53            | 60            | 71            | 78            | 80            | 74            | 64            | 65            | 67            | 66            |
| 평균 월간 일조시간                                            | 161.3         | 178.0         | 207.2         | 203.3         | 219.1         | 207.0         | 187.7         | 182.6         | 200.6         | 185.8         | 145.7         | 143.2         | 2,221.5       |
| 가능 일조율                                                   | 55            | 60            | 56            | 50            | 48            | 45            | 41            | 43            | 54            | 55            | 51            | 52            | 51            |
| 출처: 중국기상국 (평년값: 1991년~2020년, 극값: 1971년~2010년) |               |               |               |               |               |               |               |               |               |               |               |               |               |

## 역사
고구려 때에는 계루부(桂婁部)의 땅이었으며, 698년에 대조영이 고구려 유민 등을 모아 동모산(東牟山)에 성을 쌓고 대진(大震)이라는 국호로 발해를 건국했다. 3대 발해 문왕 때 수도를 상경용천부(지금의 헤이룽장성 무단장)으로 옮겼다.
청나라 때에는 만주족의 발상지라고 해서 200여년 동안 봉금되었다가 1882년에 현을 설치하고 돈화 현이 되었다.
이곳 액목진에서는 액목현회의가 열렸다.
1946년의 내전 기간에는 중국 공산당 지린성 위원회와 지린시 정부가 잠시 둔화로 옮긴 적이 있었다. 1955년, 조선족 비율이 현저히 낮은 돈화가 지린시에서 조선족 자치지역으로 이관됨과 함께 조선민족 자치구(自治區, 중국어 간체자: 自治区)가 자치주(自治州)로 격하되었고, 1985년에 돈화 현이 시(市)로 승격되었다.

## 주민
돈화 시는 연변 조선족 자치주에 속하지만, 주민의 대부분은 한족(漢族)이며 조선족은 둔화 시 인구의 4%가 조금 안 된다.

## 경제
2002년 GDP는 38.5억 위안으로 지린 성의 현이나 현급시 중에서는 3위이다. 黄泥河鎮에서는 조선 인삼 인공 재배를 실시하며 연간 50톤을 생산한다.

## 유적
둔화 시 육정산(六頂山)고분군은 발해 초기 왕족이 묻힌 고분으로, 이 곳에는 1949년에 발견된 정혜공주묘(육정산고분군 제1구역 2호분)가 있다.

## 행정 구역
둔화는 4개의 가도, 11개의 진, 5개의 향으로 구성되어 있다.
- 가도(街道)
  1. 민주 가도(중국조선어: 민주가도, 중국어 간체자: 民主街道)
  2. 붜하이 가도(중국조선어: 발해가도, 중국어 간체자: 渤海街道)
  3. 성리 가도(중국조선어: 승리가도, 중국어 간체자: 胜利街道)
  4. 단쟝 가도(중국조선어: 단강가도, 중국어 간체자: 丹江街道)

- 진(鎭)
  1. 다스터우 진(중국조선어: 대석두진, 중국어 간체자: 大石头镇)
  2. 황니허 진(중국조선어: 황니하진, 중국어 간체자: 黄泥河镇)
  3. 관디 진(중국조선어: 관지진, 중국어 간체자: 官地镇)
  4. 사허옌 진(중국조선어: 사하연진, 중국어 간체자: 沙河沿镇)
  5. 츄리거우 진(중국조선어: 추리구진, 중국어 간체자: 秋梨沟镇)
  6. 어무 진(중국조선어: 액목진, 중국어 간체자: 额穆镇)
  7. 셴루 진(중국조선어: 현유진, 중국어 간체자: 贤儒镇)
  8. 다푸차이허 진(중국조선어: 대포채하진, 중국어 간체자: 大蒲柴河镇)
  9. 옌미후 진(중국조선어: 안명호진, 중국어 간체자: 雁鸣湖镇)
  10. 쟝위안 진(중국조선어: 강원진, 중국어 간체자: 江源镇)
  11. 쟝난 진(중국조선어: 강남진, 중국어 간체자: 江南镇)

- 향(郷)
  1. 다챠오 향(중국조선어: 대교향, 중국어 간체자: 大桥乡)
  2. 헤이스 향(중국조선어: 흑석향, 중국어 간체자: 黑石乡)
  3. 칭거우쯔 향(중국조선어: 청구자향, 중국어 간체자: 青沟子乡)
  4. 한장 향(중국조선어: 한장향, 중국어 간체자: 翰章乡)
  5. 훙스 향(중국조선어: 홍석향, 중국어 간체자: 红石乡)

## 같이 보기
- 신민부